# Malcolm II.
Malcolm II. (škot. Máel Coluim mac Cináeda) (?, oko 980. – dvorac Glamis, Angus, 25. studenog 1034.), škotski kralj od 1005. do 1034. godine; član dinastije Alpina. Prema kronici, bio je veliki kralj Albe, što je značilo da je na širem teritoriju današnje Škotske bilo više državica, kao i u tadašnjoj Irskoj, a Kraljevstvo Alba je bilo tek jedno od njih.
Bio je sin škotskog kralja Kennetha II. († 995.) i unuk kralja Malcolma I. († 954.). Naslijedio je prijestolje nakon što je ubio svog bratića, kralja Kennetha III. Vlast je osigurao time što je pobijedio northumbrijsku vojsku u bitci kod Carhama (o. 1016.). Budući da nije imao muškog nasljednika, nastojao je osigurati prijestolje kćerinom sinu, Duncanu, zbog čega je pokušao eliminirati sve potencijalne pretendente na kraljevsku krunu. Unatoč tome, preživio je Macbeth, koji je imao rodbinske veze s Kennethom II. i Kennethom III.